# Swordale

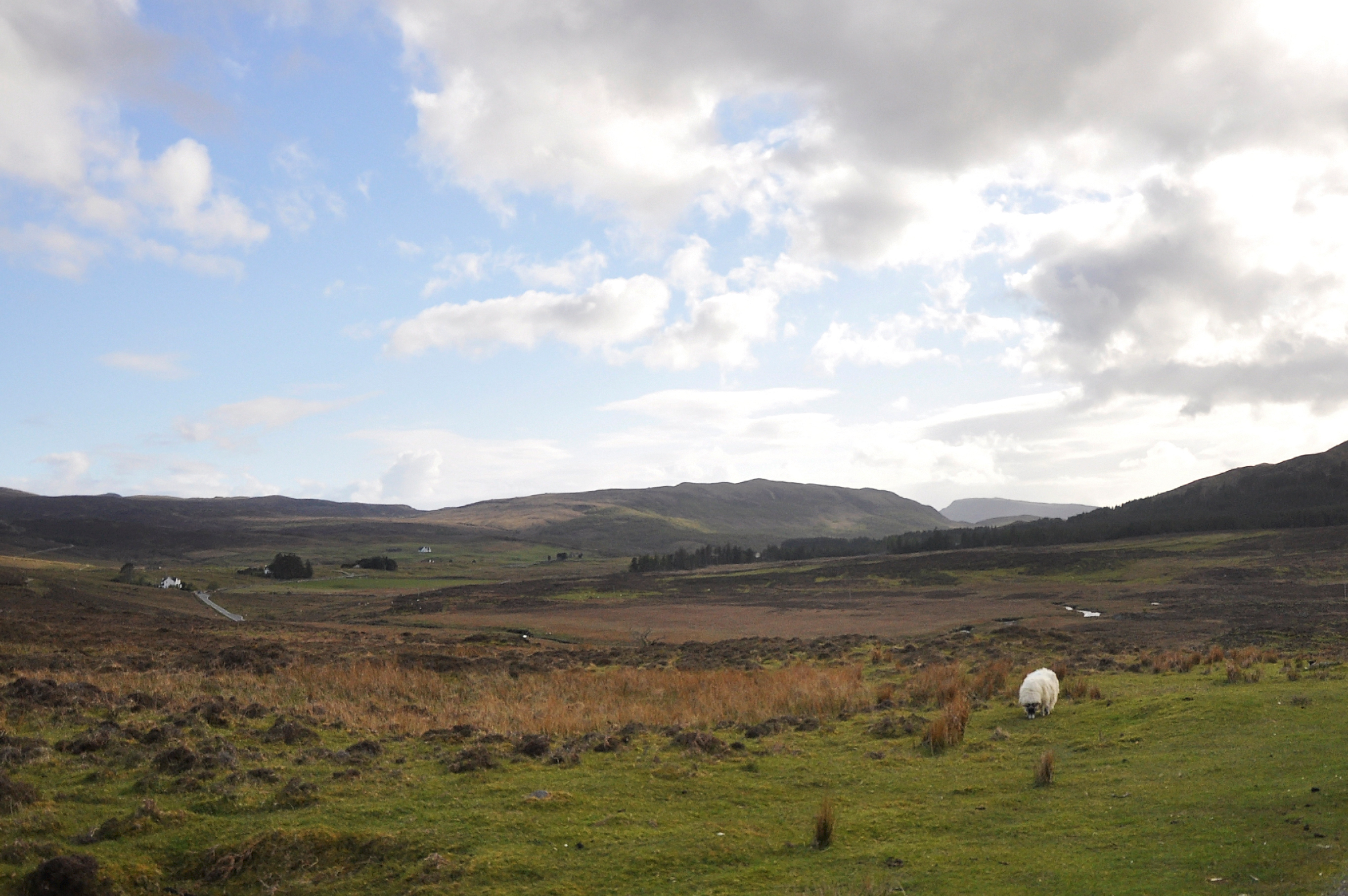
Swordale in westelijke richting

Swordale (Goidelisch: Strath Suardal, nl: vallei van de groene weide) is een vallei ten zuiden van de heuvel Beinn na Caillich, op het eiland Skye in Schotland. De vallei strekt zich over een lengte van enkele kilometers uit langs de B8083. Deze weg verbindt Broadford met Elgol.
Swordale is gevormd door geologische activiteiten die ongeveer 60 miljoen jaar geleden de Cuillin vormden met zijn zwarte en rode heuvels. Veel vroeger, ongeveer 470 tot 550 miljoen jaar geleden, werd door ondiepe zeeën kalksteen afgezet waardoor hier zachte en goed gedraineerde weiden te vinden zijn die behoren tot de meest vruchtbare op Skye. Ze worden begraasd door schapen van de hele gemeenschap. Langs de plaatsen verder ten westen zoals Torrin en Kilbride gedijen bossen op deze kalkhoudende grond.
Verlaten huizen verwijzen naar de ontruiming van de Hooglanden in de 19e eeuw.

## Bezienswaardigheden
- de ruïnes van een dorpje en zijn kerk Cill Chriosd
- Loch Cill Chriosd, een loch genoemd naar de nabijgelegen kerk dat geschikt werd voor visserij na het afdammen van een riviertje, de Broadford river
- de groeven waar Skye marble (marmer van Skye) werd ontgonnen met behulp van Belgische vaklui

De ruïnes van het ontruimde dorpjes Suisnish en Boreraig, op de rand van Loch Slapin en Loch Eishort, liggen iets ten zuiden van de vallei.

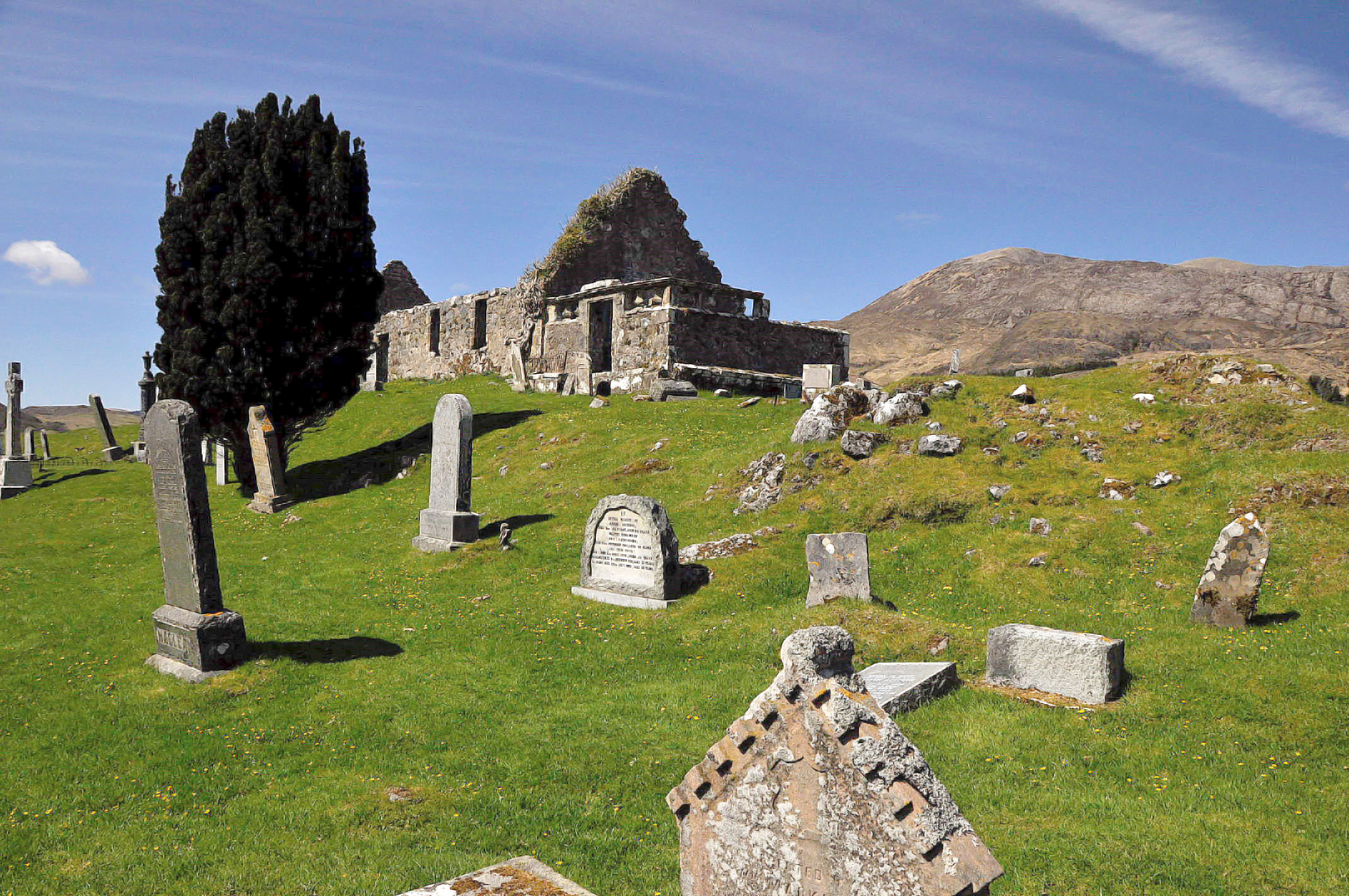
de ruïne van Cill Chriosd
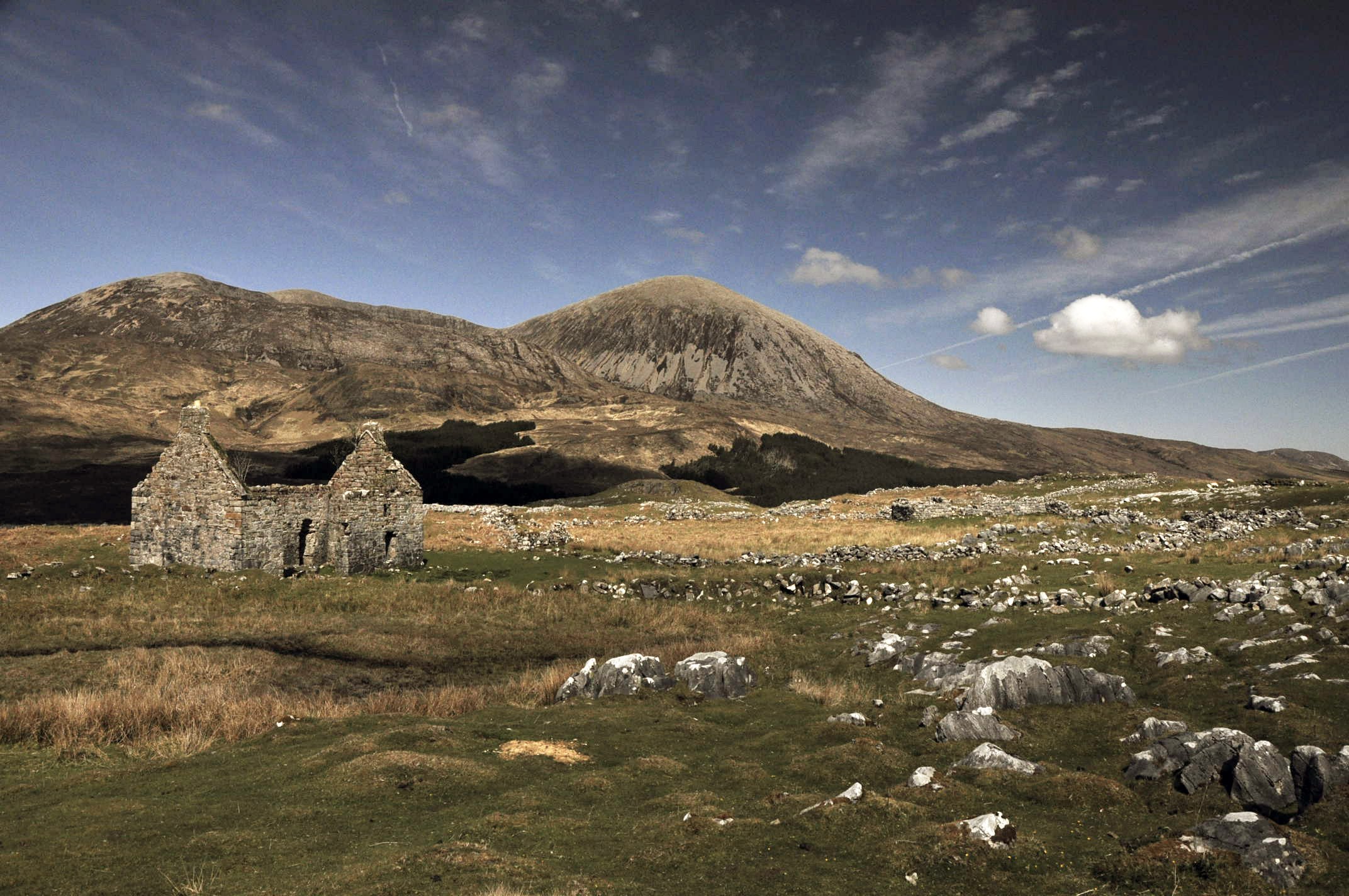
de ruïne van een huis van het dorpje Cill Chriosd, nu ook Kilchrist genoemd met rechts de Beinn na Caillich
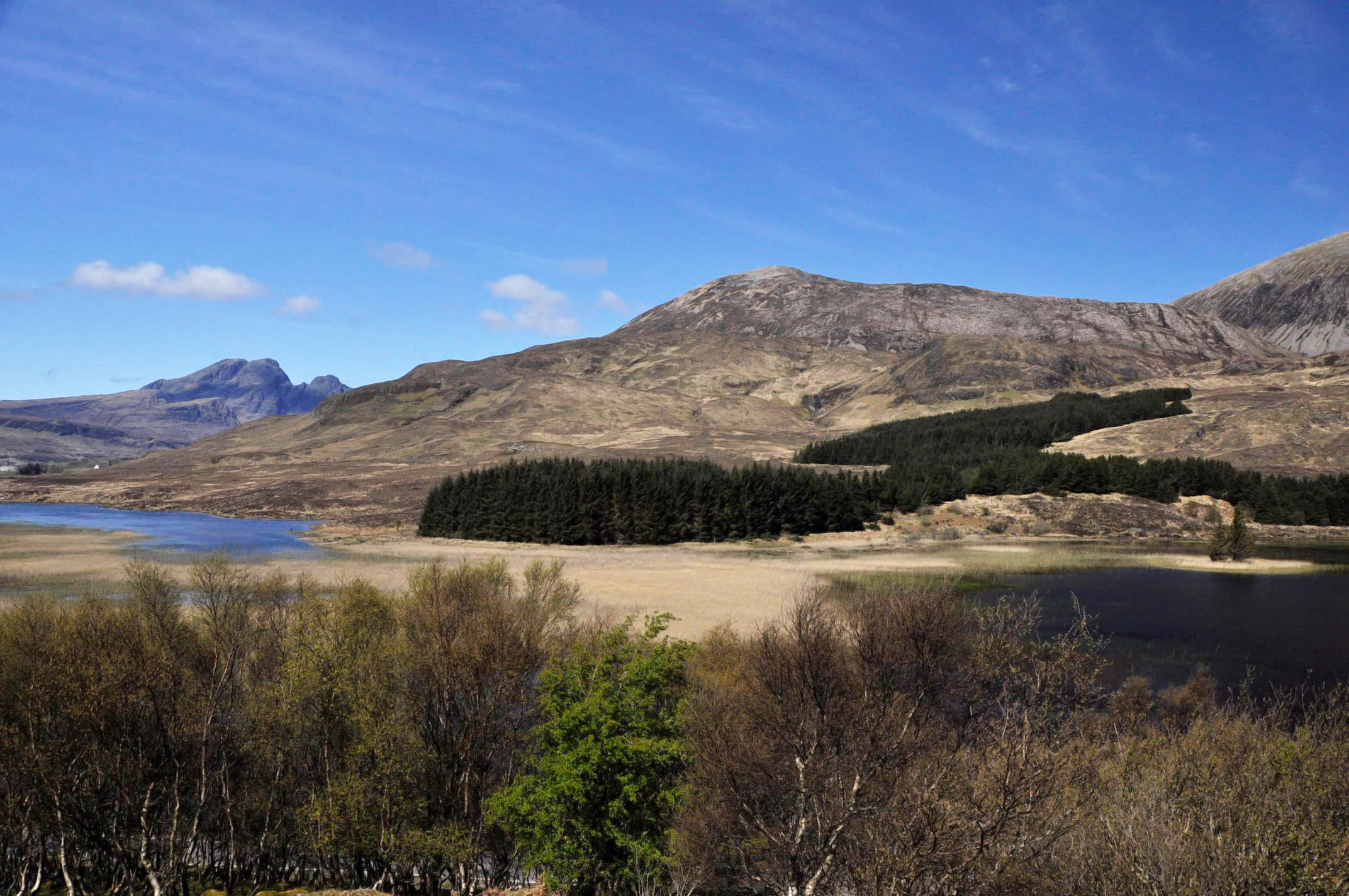
Loch Cill Chriosd met links in de achtergrond Blaven
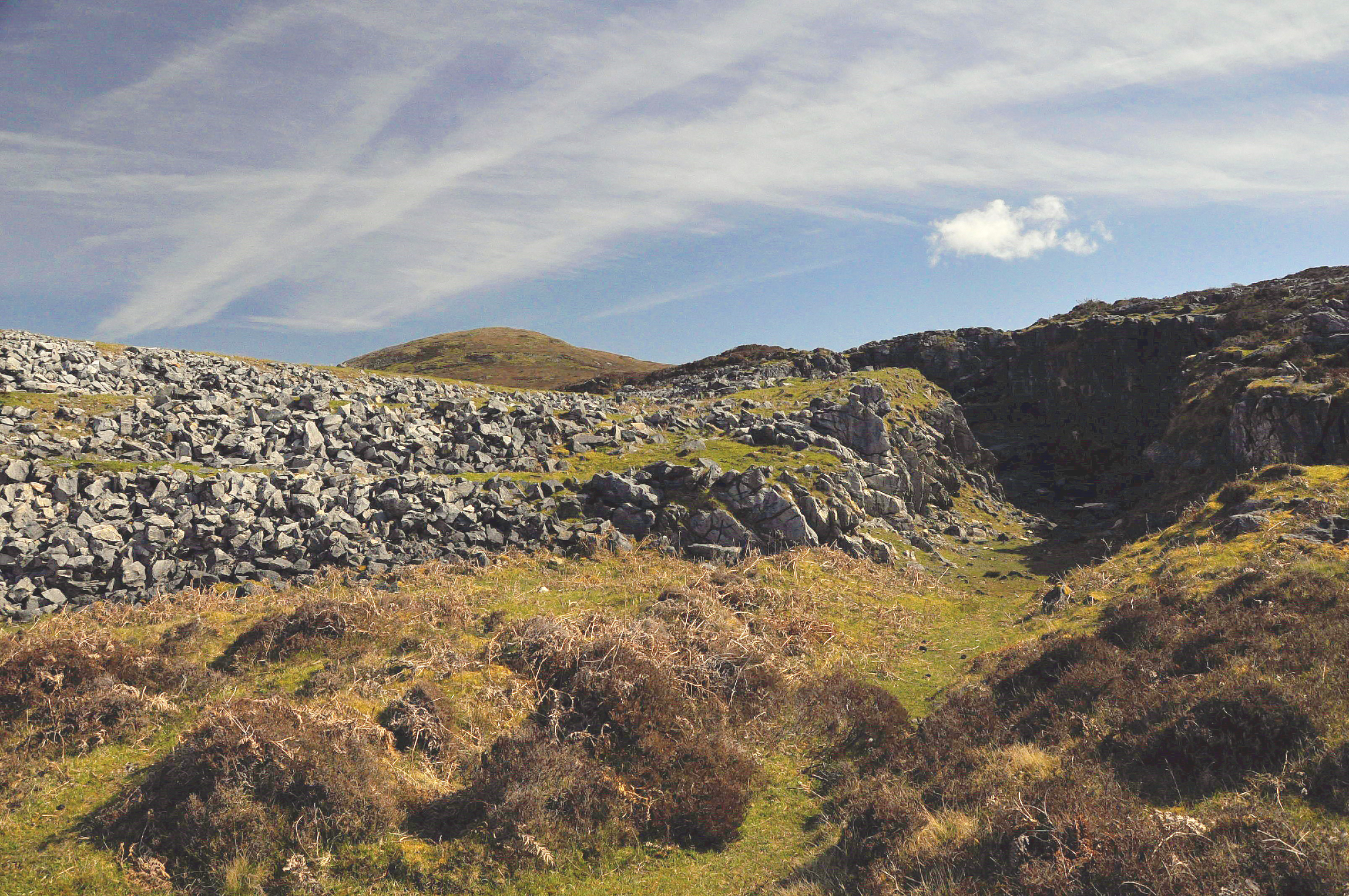
een verlaten groeve van het Skye marble